# Józef Poniatowski (1809–1855)
Józef Poniatowski, Karol Józef Maurycy Poniatowski, Józef Karol Ponitycki (ur. 18 grudnia 1809 w Warszawie, zm. 19 lutego 1855 w Tlemcen w Algierii) – oficer francuski, drugi syn księcia Józefa Poniatowskiego.

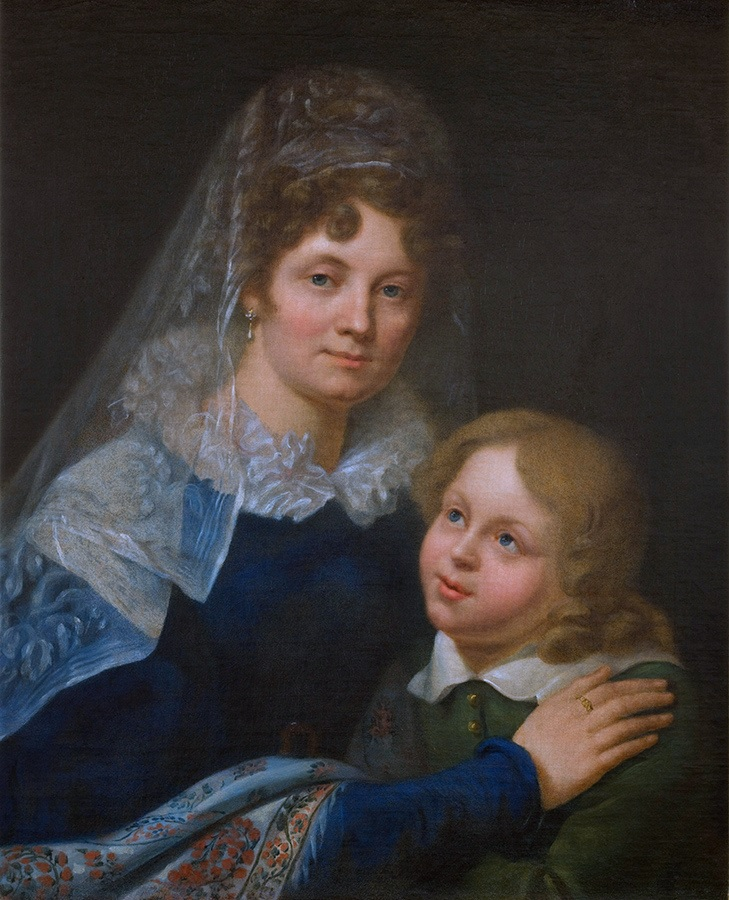
Młody Józef ze swoją matką, Zofią z Potockich Czosnowską (później Oborską), kochanką księcia Józefa. Mal. Józef Peszka

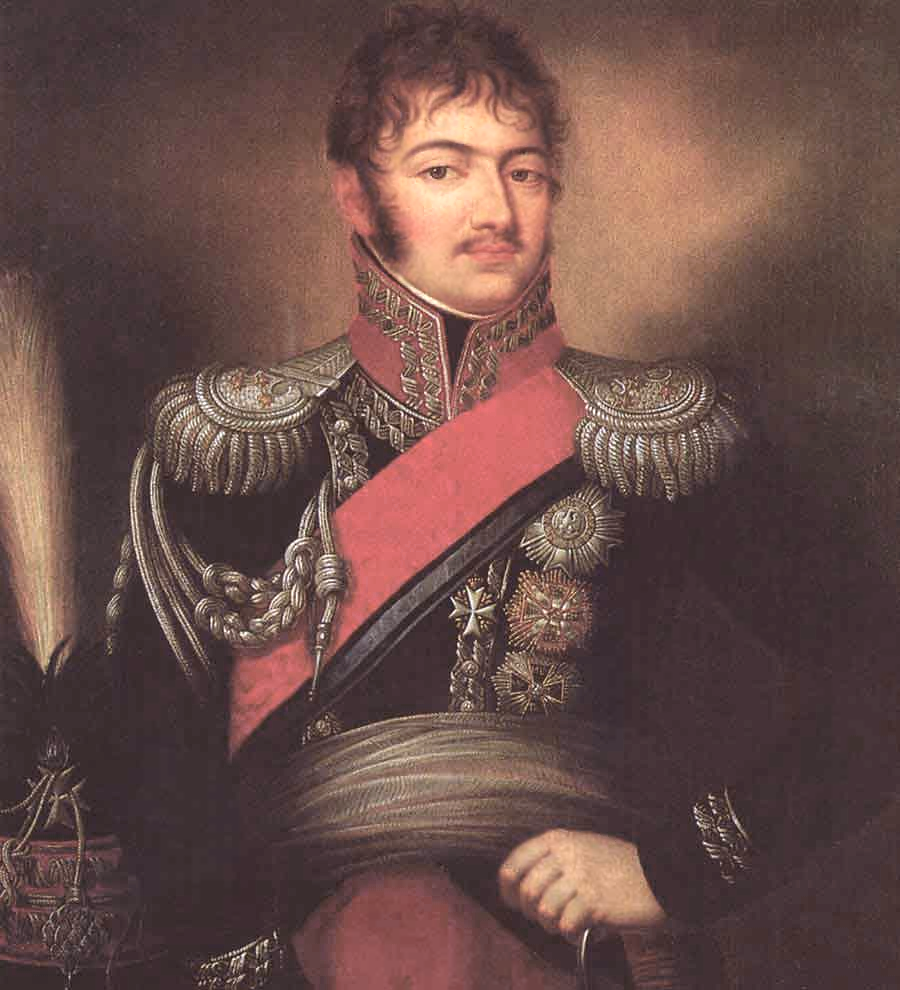
Ojciec Józefa, książę Józef Poniatowski (portret Józefa Kosińskiego)

## Życiorys
Naturalny syn księcia Józefa Antoniego Poniatowskiego, generała polskiego i marszałka Francji i Zofii Czosnowskiej z Potockich. Początkowo nosił nazwisko Poniatycki, w 1828 został adoptowany przez siostrę ojca, Marię Teresę Tyszkiewiczową, która nadała mu swoje nazwisko panieńskie, a jednocześnie nazwisko ojca - Poniatowski (co jednak nie nadało mu szlachectwa ani herbu Ciołek). Walczył w wojsku polskim podczas powstania listopadowego, następnie naturalizowany we Francji, brał udział w wojnie kolonialnej w Algierze, gdzie zginął w 1855. 23 sierpnia 1848 otrzymał Legię Honorową. Pochowany w Oranie. 
Ożeniony z Marią Ann Semple Angielką. Miał z nią urodzonego w 1837 syna – Józefa Stanisława (zm. 1910), również oficera francuskiego, który zmarł bezpotomnie oraz córkę – Marię Teresę z Poniatowskich hr. de Montarnal (ur. 1835 lub 1838, zm. 11 stycznia 1895 w Neuilly-sur-Seine), zamężną z Ludwikiem Antonim de Guirard hr. de Montarnal (ur. 17 października 1833, zm. 3 stycznia  1893 w Neuilly-sur-Seine). Posiadali 7 dzieci, w tym Roberta Marię Prospera de Guirard de Montarnal (ur. 1862, zm. 27 listopada 1931), zmarłego bezpotomnie.